# 沟蓝子鱼
沟蓝子鱼（学名：Siganus canaliculatus）为蓝子鱼科蓝子鱼属的鱼类，俗名长鳍蓝子鱼、長鰭臭肚魚。於1797年首次被蘇格蘭探險家Mungo Park正式描述為Chaetodon canaliculatus，模式產地為蘇門答臘島的明古魯省。

## 分布
本魚印度太平洋區，包括東非、馬達加斯加、模里西斯、塞席爾群島、紅海、波斯灣、葛摩、馬爾地夫、斯里蘭卡、印度、安達曼海、泰國、緬甸、馬來西亞、菲律賓、日本、台灣、越南、中國沿海、印尼、新幾內亞、澳洲、密克羅尼西亞、帛琉、馬里亞納群島、馬紹爾群島、諾魯、所羅門群島、斐濟群島、新喀里多尼亞等海域。

## 分度
水深1至50公尺。

## 特徵
本魚體呈橢圓形且側扁，標準長度為其深度的2.3至2.8倍，頭部的背部輪廓在眼睛上方微弱地明顯凹陷，鼻子尖，前鼻孔有一個瓣，在幼魚中，它覆蓋了後鼻孔，隨著魚的生長，會變得更短，體色多變，從綠灰色到黃棕色，頸背和身體前部有100-200個淺藍色到白色的斑點，背鰭第一棘與側線之間有2至3排，大約是眼睛大小的六分之一，側線最高點與第一棘基部之間還有10排左右，受到驚嚇或受傷時其側腹佈滿淺棕色、深棕色和奶油色的斑點，形成6或7個均勻間隔的深色傾斜區域的圖案，其中寬度相似的淺色區域將它們分開。背鰭最後一棘甚短；背鰭硬棘部及軟條部間有一深刻。臀鰭最後一棘短。約與第一棘等長。死亡時，背側具有暗褐色點，體側則是白色點。生活時，二者皆呈淡藍色。背鰭硬棘13枚、軟條10枚；臀鰭硬棘7枚、軟條9枚。體長可達30公分。另外各鰭鰭棘上有毒腺，被刺到會引起劇痛，須小心。

## 生態
成魚生活在近岸水域、藻礁、河口和大型潟湖中，這些地方的碎石上生長著藻類。幼魚生活在珊瑚礁平地和淺海灣。幼魚會形成非常大的魚群，隨著魚的成熟，魚群的規模會縮小。成魚成群出現，約20隻，以藻類為食，成熟的雌魚在一個繁殖期可以產卵多次，產卵量可達一百萬個。

## 經濟利用
肉質鮮美，為高經濟價值的食用魚，煮湯、燒烤皆宜。

## 扩展阅读
維基物種上的相關：沟蓝子鱼